# Ærøskøbingkredsen
Ærøskøbingkredsen (officielt: Svendborg Amts 7. Valgkreds) var fra 1866 til 1918 en valgkreds til Folketinget. Valgkredsen omfattede øen Ærø og nogle småøer ved Ærø. Kredsen blev også kaldt Ærøkredsen.
Ærøskøbingkredsen bestod af Ærøskøbing Købstadskommune og 6 landkommuner på Ærø: 
- Marstal Handelsplads Kommune (del af Marstal Sogn)
- Marstal Landsogn Kommune (del af Marstal Sogn)
- Rise Kommune (Rise Sogn)
- Tranderup Kommune (Tranderup Sogn)
- Bregninge Kommune (Bregninge Sogn)
- Søby Kommune (Søby Sogn)[1]

## Historie
Da Folketinget blev oprettet i 1849 hørte Ærø til Hertugdømmet Slesvig og var derfor ikke repræsenteret i Folketinget. Ved fredsslutningen efter 2. slesvigske krig i 1864 blev Ærø overført til Kongeriget Danmark og kom fra 1866 under Svendborg Amt, og Ærøskøbingkredsen blev oprettet som en ny valgkreds i amtet. Det første valg til Folketinget i valgkredsen blev afholdt 11. april 1866. Der havde dog allerede været valg til Rigsrådets Folketing i Ærøskøbingkredsen i 1864 og 1865, da Rigsrådets Folketing også havde slesvigske medlemmer.
Ærøskøbingkredsen blev nedlagt i 1918, og Ærø blev en del af opstillingskredsen Ærøskøbing-Faaborg-kredsen (officielt: "Svendborg Amts 4. Kreds" og fra 1920 "Svendborg Amtskreds 4. Kreds").

## Folketingsmedlemmer valgt i Ærøskøbingkredsen
- Nicolaj Steenstrup (11. april 1866 – 24. maj 1881)[5]
- Ernst Vilhelm Martensen (24. maj 1881 – 26. juli 1881)[8]
- Nicolaj Steenstrup (26. juli 1866 – 28 januar 1887)[5]
- Ludvig Brockenhuus-Schack (28. januar 1887 – 20. april 1892)[9]
- Jørgen Frederiksen (20. april 1892 – 2. januar 1914)[10]
- Frederik Sporon-Fiedler (30. januar 1914 – 22. april 1918)[11]